# Горе (Эфиопия)
Горе (амх. ጎሬ) — город на юго-западе Эфиопии, в регионе Оромия.

## Географическое положение
Горе расположен в 548 км к западу от Аддис-Абебы и в 24 км к югу от города Мэтту, на высоте 1836 м над уровнем моря.

## История
После Второй мировой войны до 1978 года Горе был административным центром бывшей провинции Иллубабор, затем центр был перенесён в Мэтту.

## Население
По данным Центрального статистического агентства, на 2005 год население Горе составляет 12 708 человек, из них 6125 мужчин и 6583 женщины. По данным прошлой переписи 1994 года население города насчитывало 7114 человек, из них 3322 мужчины и 3792 женщины. Горе является крупнейшим населённым пунктом в ворэде Але.

## Экономика
В 1960-х годах в окрестностях Горе были основаны экспериментальные чайные плантации, часть из которых были весьма успешны. Плантация Гуммаро, расположенная недалеко от города и занимающая площадь в 800 га, является крупнейшей чайной плантацией Эфиопии .